# Norm Macdonald
Norman Gene "Norm" Macdonald (Quebec, 17 oktober 1959 – Los Angeles, 14 september 2021) was een Canadees stand-upcomedian en acteur. 

## Levensloop
Norm Macdonald werd in 1959 geboren in Quebec als zoon van twee leerkrachten.

### Beginjaren
In de jaren tachtig begon Macdonald aan zijn carrière als stand-upcomedian. Hij trad aanvankelijk op in comedyclubs in Ottawa. In 1987 nam hij in Montreal deel aan het comedyfestival Just for Laughs. In mei 1990 mocht hij voor het eerst optreden in The Late Show with David Letterman. In 2015 was hij ook de laatste komiek die mocht optreden in Lettermans praatprogramma. Begin jaren negentig werkte Macdonald als schrijver mee aan het praatprogramma The Dennis Miller Show (1992) en de sitcom Roseanne (1992–1993).

### Saturday Night Live
In 1993 mocht hij zich aansluiten bij de cast van het Amerikaans sketchprogramma Saturday Night Live (SNL). Hij werd er in de loop der jaren een collega van onder meer Adam Sandler, Chris Farley, David Spade, Molly Shannon, Janeane Garofalo, Rob Schneider en Will Ferrell. In het programma parodieerde hij beroemdheden als David Letterman, Larry King, Burt Reynolds en Quentin Tarantino. Vanaf 1994 werd hij ook de presentator van de rubriek Weekend Update, waarin hij op komische wijze het nieuws voorlas en spotte met de actualiteit.
Macdonald stond tijdens zijn periode als nieuwsanker van Weekend Update bekend om zijn droge humor en harde, politiek incorrecte grappen over gevoelige onderwerpen en beroemdheden als Madonna, Michael Jackson, Marion Barry, Hillary Clinton en Frank Stallone. Tijdens het moordproces tegen O.J. Simpson, die verdacht werd van de moord op zijn ex-echtgenote en een kelner, spotte hij voortdurend met Simpson en liet hij er geen twijfel over bestaan dat de gewezen footballspeler schuldig was. Toen Simpson in 1995 werd vrijgesproken begon Macdonald zijn daaropvolgende Weekend Update met de uitspraak: "Well, it is finally official: Murder is legal in the state of California." (Nederlands: "Wel, het is eindelijk officieel: Moord is legaal in de staat Californië.")
Begin 1998, tijdens het 23e seizoen van SNL, kreeg Macdonald van Don Ohlmeyer, voorzitter van de westkustdivisie van NBC, te horen dat hij niet langer Weekend Update mocht presenteren. Colin Quinn volgde hem op als presentator van de rubriek. Ohlmeyer verklaarde dat de kijkcijfers teleurstellend waren en dat hij de komiek niet grappig genoeg vond. Macdonald en anderen meenden aanvankelijk dat hij gestraft werd omdat Ohlmeyer een goede vriend was van O.J. Simpson. Zo had Ohlmeyer ooit een feestje georganiseerd voor de juryleden die Simpson hadden vrijgesproken. Aanvankelijk bleef Macdonald nog wel lid van de cast van SNL, maar omdat hij geen zin had om in sketches mee te spelen, werd zijn positie onhoudbaar. In maart 1998 werd hij ontslagen. In dezelfde periode werd ook James Downey, schrijver van de vele Simpson-grappen, ontslagen.
In de nasleep van het ontslag weigerde Ohlmeyer reclamespots van Macdonalds film Dirty Work (1998) uit te zenden op NBC. Die beslissing werd uiteindelijk herroepen door Bob Wright, CEO van NBC. In latere interviews merkte Macdonald op dat hij waarschijnlijk ontslagen was omdat hij met zijn kille grappen te weinig rekening had gehouden met het publiek.

### Overig werk
In 1997 mocht Macdonald toenmalig president Bill Clinton roasten tijdens de White House Correspondents' Dinner. Een jaar later presenteerde hij in Radio City Music Hall de zesde editie van de ESPY Awards.
Van 1999 tot 2001 speelde hij de hoofdrol in zijn eigen sitcom, getiteld The Norm Show (wat uiteindelijk afgekort werd tot Norm). De reeks werd uitgezonden op ABC. Onder meer Laurie Metcalf, Artie Lange, Ian Gomez en Max Wright werkten aan de serie mee. Vanwege teleurstellende kijkcijfers werd de reeks na drie seizoenen geannuleerd. In 2003 vertolkte hij op Fox de hoofdrol in de sitcom A Minute with Stan Hooper, maar de serie werd al na zes afleveringen geannuleerd.
In oktober 1999 keerde Macdonald als gastheer terug naar SNL. In zijn openingsmonoloog spotte hij met zijn ontslag en de kwaliteit van het sketchprogramma. Nadien keerde hij nog meermaals terug naar SNL om in sketches als Celebrity Jeopardy! beroemdheden als Burt Reynolds te imiteren. In 2000 won hij tijdens zijn deelname aan Who Wants to Be a Millionaire? een half miljoen dollar. Hij schonk het bedrag aan een goed doel van acteur Paul Newman.
In 2011 presenteerde hij op Comedy Central negen afleveringen van Sports Show with Norm Macdonald, een komisch programma dat omschreven werd als een sportversie van The Daily Show. Daarnaast deed hij ook stemmenwerk voor animatieseries als The Fairly OddParents en Family Guy.
Van 2013 tot 2018 presenteerde hij de podcast Norm Macdonald Live, waarin hij bevriende komieken als Jerry Seinfeld, Bob Einstein, Bob Saget, Adam Sandler, Stephen Merchant, Roseanne Barr en David Letterman interviewde. Het programma kon gestreamd worden op het Video Podcast Network en werd nadien ook op YouTube geplaatst. In maart 2018 kondigde Netflix een praatprogramma aan met Macdonald als presentator. Het programma, getiteld Norm Macdonald Has a Show, is de opvolger van Norm Macdonald Live.

### Films
Vanaf 1995 begon de komiek ook te acteren in films. Hij maakte zijn debuut in de komedie Billy Madison (1995), waarin het titelpersonage door zijn SNL-collega Adam Sandler vertolkt werd. In 1996 had hij een kleine bijrol in The People vs. Larry Flynt. 
In 1998 speelde hij de hoofdrol in Dirty Work, een wraakkomedie die hij zelf geschreven had en die geregisseerd werd door Bob Saget. Ook bekende komieken als Sandler, Don Rickles, Chevy Chase en Chris Farley werkten aan de film mee. Twee jaar later vertolkte hij ook de hoofdrol in Screwed (2000). De komedie werd een financiële flop.
In de daaropvolgende jaren vertolkte Macdonald hoofdzakelijk bijrollen. Zo sprak hij de stem in van de hond Lucky in de Dr. Dolittle-filmreeks die in 1998 van start ging en had hij cameo's in de Deuce Bigalow-filmreeks van zijn vroegere collega Rob Schneider. In 1999 vertolkte hij komiek Michael Richards in de Andy Kaufman-biopic Man on the Moon. Met Adam Sandler werkte hij nadien nog samen aan onder meer Funny People (2009), Jack and Jill (2011) en The Ridiculous 6 (2015).

### Persoonlijk leven
Macdonald is getrouwd geweest en kreeg uit dit huwelijk een zoon. Gedurende zijn leven worstelde hij met een gokverslaving.
Hij overleed op 14 september 2021 op 61-jarige leeftijd aan de gevolgen van leukemie. In 2012 was bij hem de diagnose gesteld, maar was dit enkel bij zijn directe omgeving bekend.

## Filmografie
Films
- Billy Madison (1995)
- The People vs. Larry Flynt (1996)
- Dirty Work (1998)
- Dr. Dolittle (1998) (stem)
- Casper Meets Wendy (1998)
- Deuce Bigalow: Male Gigolo (1999)
- Man on the Moon (1999)
- Screwed (2000)
- The Animal (2001)
- Dr. Dolittle 2 (2001) (stem)
- People Are Dead (2002)
- Deuce Bigalow: European Gigolo (2005)
- Dr. Dolittle 3 (2006) (stem)
- Farce of the Penguins (2006) (stem)
- Christmas Is Here Again (2007) (stem)
- Dr. Dolittle: Tail to the Chief (2008) (stem)
- Senior Skip Day (2008)
- The Flight Before Christmas (2008) (stem)
- Dr. Dolittle: Million Dollar Mutts (2009) (stem)
- Funny People (2009)
- Grown Ups (2010)
- Hollywood & Wine (2011)
- Jack and Jill (2011)
- Outback (2012) (stem)
- The Adventures of Panda Warrior (2012) (stem)
- Vampire Dog (2012) (stem)
- The Ridiculous 6 (2015)
- The Ladybug (2018) (stem)

Televisie (selectie)
- Roseanne (1992–1993) (scenarist)
- Saturday Night Live (1993–1998)
- The Larry Sanders Show (1995)
- The Drew Carey Show (1996–2000)
- The Norm Show (1999–2001)
- A Minute with Stan Hooper (2003)
- The Middle (2010–2018)
- Sports Show with Norm Macdonald (2011)
- The Orville (2017–2021) (stem)
- Norm Macdonald Has a Show (2018)